# Larissa Manoela
Larissa Manoela Taques Elias Santos (Guarapuava, 28 de desembre de 2000), coneguda artísticament només com Larissa Manoela, és una actriu, cantant, model, escriptora, emprenedora i actriu de veu brasilera, Va guanyar un gran reconeixement pel seu destacat paper com a Maria Joaquina en la telenovel·la infantil Carrossel.
L'any 2010, Manoela va protagonitzar la sèrie Cançons de traïció, però, va arribar a ser reconeguda com a actriu el 2012 quan va interpretar Viviane a la telenovel·la Corações Feridos i Maria Joaquina a la telenovela infantil Carrossel.
L'any 2013 va protagonitzar la sèrie Patrulha Salvadora, i l'any següent va aparèixer a la telenovel·la Cúmplices de um Resgate, protagonitzada per les germanes bessones Isabela i Manuela.
L'any 2016 va publicar el seu primer llibre, "El diari de Larissa Manoela". El llibre es va publicar el 6 de juny en una llibreria Saraiva d'un centre comercial de São Paulo. El 2017 va renovar el seu contracte amb la cadena de televisió SBT per ser el personatge de Mirela a la telenovel·la As Aventuras de Poliana, on protagonitza al costat de João Guilherme Ávila. El 2017, Larissa va publicar el seu segon llibre, anomenat "El món de Larissa Manoela". El mateix any, va comprar una mansió a Orlando, Florida.
Com a cantant, Manoela ja ha fet un espectacle al Walt Disney World Resort i n'ha fet molts al Brasil. L'1 de desembre de 2017, Manoela va llançar el seu primer àlbum d'estudi en directe anomenat Up! Tour.
El 2020, va debutar a la seva primera pel·lícula a Netflix, anomenada Airplane Mode (Modo Avião), on és una influenciadora a les xarxes socials.

## Obra

### Televisió
| Curs      | Títol                    | Rol                                  | Notes                     |
| --------- | ------------------------ | ------------------------------------ | ------------------------- |
| 2008      | Mare                     | Ella mateixa                         | Estrella convidada        |
| 2010      | Cançons de traïció       | Dalva (nen)                          |                           |
| 2010      | Na Fama i Na Lama        | Lequinha                             | Estrella convidada        |
| 2012      | Corações Feridos         | Viviane                              | Coprotagonista            |
| 2012–2013 | Carrossel                | Maria Joaquina                       | Rol principal             |
| 2013      | Carrossel Especial       | Maria Joaquina                       | Rol principal             |
| 2014–2015 | Patrulha Salvadora       | Maria Joaquina                       | Rol principal             |
| 2015–2016 | Cúmplices de um Resgate  | Isabela Junqueira & Manuela Agnes    | Rol principal             |
| 2017      | TVZ                      | Presentadora especial (ella mateixa) | [ 10 ]                    |
| 2017      | Entubats                 | Jurat (ella mateixa)                 | [ 11 ]                    |
| 2017      | Bake Off SBT             | Concursant (ella mateixa)            | Desallotjat a la 2a etapa |
| 2018-2020 | Com Aventures de Poliana | Mirella Delfino                      | [ 12 ] [ 13 ]             |
| 2022      | Além da Ilusão           | Elisa / Isadora                      | Paper principal           |

### Cinema
| Curs | Títol                                   | Rol            | Notes                       |
| ---- | --------------------------------------- | -------------- | --------------------------- |
| 2011 | O Palhaço                               | Guilhermina    |                             |
| 2012 | Essa Maldita Vontade de Ser Pàssaro     | Pedrita        |                             |
| 2015 | La reina de les neus 2                  | Gerda          | Doblatge portuguès brasiler |
| 2015 | Carrossel: O Filme                      | Maria Joaquina | Rol principal               |
| 2016 | Carrossel 2: O Sumiço de Maria Joaquina | Maria Joaquina | Rol principal               |
| 2017 | Meus 15 Anos                            | Bia            | Rol principal               |
| 2017 | Fala Sério, Mãe!                        | Malu           | Rol principal               |
| 2020 | Mode avió                               | Ana            | Rol principal               |
| 2021 | Diaris d'un estudiant d'intercanvi      | Bàrbara        | Rol principal               |
| 2021 | Lulli                                   | Lulli          | Rol principal               |

### Discografia
- Com Você[16] (2014)
- Além do Tempo (2019)
- Larissa Manoela A Milhão (2022)

### Literatura
| Curs | Títol                                                                          |
| ---- | ------------------------------------------------------------------------------ |
| 2016 | O diário de Larissa Manoela: A vida, a história e os segredos da jovem estrela |
| 2017 | O Mundo de Larissa Manoela                                                     |
| 2018 | Perguntas e Respostas                                                          |